# Cirkumzenitál

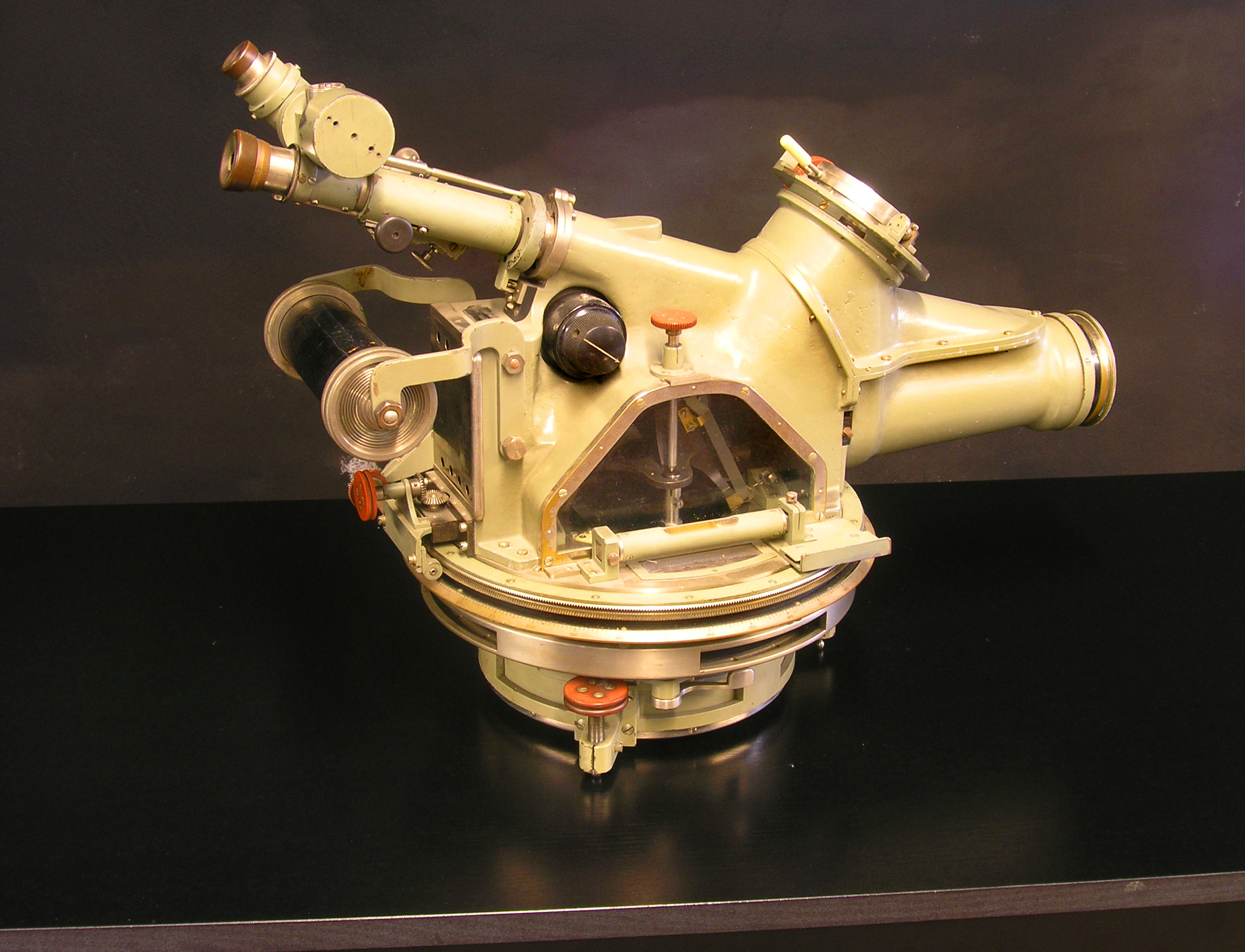
Cirkumzenitál Františka Nušla a Josefa Jana Friče z roku 1922

Cirkumzenitál je astrolábový přístroj určený ke zjišťování geografické polohy z okamžiků, kdy fundamentální hvězdy dosáhnou určité výšky nad horizontem (almukantarát). Prvními konstruktéry cirkumzenitálu byli v letech 1899–1922 František Nušl a Josef Jan Frič. Přístroj umožňuje s velkou přesností (zhruba na 1,5 metru) určit polohu na zemském povrchu.